# Bryoerythrophyllum binnsii
Bryoerythrophyllum binnsii là một loài Rêu trong họ Pottiaceae. Loài này được (R. Br. bis) Wijk & Margad. mô tả khoa học đầu tiên năm 1959.